# Чертопијано (Анкона)
Чертопијано је насеље у Италији у округу Анкона, региону Марке.
Према процени из 2011. у насељу је живело 18 становника. Насеље се налази на надморској висини од 442 м.